# Cryptochorina amphidasyaria
Cryptochorina amphidasyaria là một loài bướm đêm trong họ Geometridae.